# Deltalumite
La deltalumite (simbolo IMA: Dal) è un minerale molto raro appartenente alla famiglia degli ossidi del supergruppo dello spinello e in particolare degli ossispinelli, nella cui famiglia occupa un posto nel sottogruppo dello spinello; la sua composizione chimica idealizzata è (Al0,67☐0,33)Al2O4.
La sua località tipo sono i basalti dell'eruzione fissurale del 2012-2013 sul versante meridionale del vulcano Tolbačik sulla penisola di Kamčatka in Russia.

## Etimologia e storia
Introdotto alla fine del XIX secolo, il processo Bayer per la bauxite costituisce la base dell'industria globale dell'alluminio. In questo processo, l'idrossido di alluminio cristallino viene precipitato e poi convertito in corindone (α-allumina) riscaldandolo a oltre 1000 °C. Questa conversione avviene tramite diversi intermedi metastabili, alcuni dei quali sono ossido di alluminio (Al2O3) con una struttura a spinello, tra cui γ-allumina e δ-allumina. A causa del grande significato tecnico di queste reazioni di conversione e degli intermedi che ne derivano, le varie modifiche dell'allumina sono state molto studiate dall'inizio del 20º secolo.
Per molto tempo, il corindone (α-allumina) è stato l'unico tipo di allumina presente in natura conosciuta, fino a quando nel 2016 un gruppo di lavoro russo guidato da Igor V. Pekov ha descritto l'equivalente naturale della δ-allumina. Il campione di roccia in cui è stato successivamente trovato il nuovo minerale è stato raccolto nel 2012 durante la grande eruzione fissurale a 2 km di distanza dalla colata lavica sul versante meridionale del Tolbachik. Il nuovo minerale prende il nome dalla deltalumite sintetica δ-allumina.

## Classificazione
L'attuale classificazione dell'Associazione Mineralogica Internazionale (IMA) colloca la deltalumite nel supergruppo dello spinello, dove è associata a cromite, cocromite, coulsonite, cuprospinello, dellagiustaite, franklinite, gahnite, galaxite, guite, hausmannite, hercynite, hetaerolite, jacobsite, maghemite, magnesiocromite, magnesiocoulsonite, magnesioferrite, magnetite, manganocromite, spinello, thermaerogenite, titanomamagemite, trevorite, vuorelainenite e zincocromite, con le quali forma il sottogruppo dello spinello all'interno degli ossispinelli. Questo gruppo comprende anche la chihmingite e la chukochenite descritte dopo il 2018, nonché la nicromite, il cui nome non è stato ancora riconosciuto dal CNMNC dell'IMA.
Nell'obsoleta 8ª edizione della sistematica dei minerali secondo Strunz, la deltalumite non è elencata, né la si trova nella Sistematica dei lapis (Lapis-Systematik) di Stefan Weiß, che è stata rivista e aggiornata l'ultima volta nel 2018.
Anche la 9ª edizione della sistematica minerale di Strunz, utilizzata dall'IMA dal 2001 al 2009, non elenca ancora la deltalumite, così come la classificazione dei minerali di Dana, che viene utilizzata principalmente nel mondo anglosassone.
La classificazione di Strunz continuata dal database dei minerali "Mindat.org", che si basa sulla 9ª edizione della sistematica, classifica la deltalumite nella classe degli "ossidi e idrossidi" e lì nel dipartimento "Metallo : Ossigeno = 3 : 4 e simili. Questa è ulteriormente suddivisa in base alla dimensione relativa dei cationi coinvolti e la deltalumite è stata classificata in base alla sua composizione nella suddivisione "Con solo cationi di medie dimensioni" con il numero di sistema 4.BB.

## Chimica
La deltalumite pura ha la composizione (Al0,67◻0,33)Al2O<4 ed è l'analogo dell'alluminio della maghemite (Fe3+0,67◻0,33). La composizione dello spinello di alluminio dalla località tipo corrisponde abbastanza esattamente alla composizione ideale con il contenuto in tracce di silice (SiO2).

## Abito cristallino
La deltalumite naturale cristallizza con simmetria tetragonale nel gruppo spaziale P4m2 (gruppo nº 115), con parametri reticolari a = 5,608(1) Å e c = 23,513(7) Å e possiede 16 unità di formula per cella unitaria.
Sono disponibili varie determinazioni strutturali per la δ-allumina sintetica. Studi precedenti dal 1960 al 1970 indicano una simmetria tetragonale con costanti reticolari intorno a = 7,96 Å e c = 23,47 Å per la deltalumite. Nel 1990, un gruppo di studiosi francese ha anche determinato la simmetria tetragonale nel gruppo spaziale P4m2 con a = 5,599 Å e c = 23,657 Å. Essi attribuiscono la distorsione tetragonale della struttura dello spinello a una distribuzione ordinata delle lacune e dell'alluminio sulle posizioni dell'ottaedro. Un successivo esame della δ-allumina sintetizzata da γ-allumina ha rivelato una simmetria del gruppo spaziale P422 (gruppo nº 89) con a = 7,9631(7) Å e c = 23,3975(23) Å. Questi autori ricavano la struttura da quella della γ-allumina mediante una semplice triplicazione della sua cella unitaria. Infine, un articolo del 2014 descrive la struttura della δ-allumina come un'adesione complessa di due varianti strutturali dell'allumina.

## Origine e giacitura
La deltalumite è un minerale estremamente raro e alla data del 2024 è stato descritto solo in tre siti in tutto il mondo.
La località tipo sono i basalti dell'eruzione fissurale del 2012-2013 sul versante meridionale del vulcano Tolbachik nella penisola di Kamchatka in Russia. La deltalumite si è formata qui a pressione atmosferica e a 600-800 °C durante la reazione dei gas vulcanici caldi con il basalto. La fonte dell'alluminio è il basalto stesso o ossidi o idrossidi di alluminio secondari (boehmite), che sono stati riscaldati e convertiti dai gas fumarolici. Il corindone è un minerale associato.
Nelle cromititi podiformi dell'ofiolite Luobusa nella contea di Qusum, Shannan, in Tibet, la deltalumite è stata usata come inclusione nel corindone insieme a wenjiite (Ti10(Si,P,☐)7), jingsuiite (TiB2), osbornite (TiN), khambaraevite ((Ti,V,Fe)C) e dmiteinbergite (Ca(Al2Si2O8)) contenente potassio.

## Forma in cui si presenta in natura
La deltalumite si presenta sotto forma di cristalli prismatici da bianchi a giallo pallido, di dimensioni fino a 0,03 mm. I cristalli formano aggregati arrotondati di dimensioni fino a 0,2 mm.